# 5G NR
5G NR (esta última sigla del inglés New Radio) es una nueva tecnología de acceso de radio (RAT) creada por 3GPP para 5G 5G. Es el estándar global para la interfaz de radio de las redes 5G.
El estudio de NR empezó en 2015 y su primera versión fue concluida a finales de 2017. Aunque la estandarización a cargo del grupo 3GPP está en continuo desarrollo, la industria ha realizado esfuerzos al implementar las primeras redes 5G con la primera versión (Release 15). El despliegue masivo de 5G NR a escala mundial inició en 2019.
Vo5G o voz sobre 5G es el método de próxima generación para realizar llamadas a través de la red 5G. En junio de 2022, Samsung anunció la compatibilidad con Vo5G para dispositivos. T-Mobile es el primer operador de red en anunciar la compatibilidad con Vo5G en los Estados Unidos.

## Frecuencias de operación
Las frecuencias de operación de 5G NR han sido separadas dos grandes rangos. El primer Rango de Frecuencias 1 (FR1) incluye bandas inferiores a los 6 GHz. El segundo Rango de Frecuencias 2 (FR2) incluye las bandas milimétricas.

## Redes desplegadas
Ooredoo fue la primera operadora en lanzar su red comercial 5G NR en mayo de 2018 en Catar.

## Desarrollo
En 2018, 3GPP publicó la versión Release 15, la cual fue descrita como la «Fase 1» de la estandarización hacia 5G NR. Se estima que 3GPP publicará la versión Release 16, que incluiría la «Fase 2» de 5G NR, a finales de 2019.

## Modos de despliegue
Inicialmente 5G NR lanzó la versión no autónoma (NSA), la cual fue diseñada para depender del plano de control de una red LTE 4G ya existente, haciendo que esta versión no autónoma solo se encargue del plano de usuario. 

## gNodeB  o gNB
New Radio, es parte de lo que se denomina gNodeB, el cual está compuesto por la Antena de New Radio, las Unidades Distribuidas (DU) y la Unidad centralizada (CU)